# 孟庆斌 (中国人民解放军)
孟慶斌，中國共產黨黨員，中華人民共和國政治、軍事人物、武警少將

## 生平
歷任武警四川總隊政委、武警貴州總隊政委、中共十九大解放軍和武警部隊地區代表、武警内蒙古总队副政委，現任甘肅省軍區政委、第十四届全國人大代表。